# Liste der WBF-Weltmeister im Schwergewicht
Diese Liste der WBF-Weltmeister im Schwergewicht bietet eine Übersicht über alle Weltmeister dieser Gewichtsklasse.
| World Boxing Federation (WBF) | World Boxing Federation (WBF) | World Boxing Federation (WBF) | World Boxing Federation (WBF) | World Boxing Federation (WBF)  |
| Nummer                        | Name des Weltmeisters         | Nationalität des Weltmeisters | Datum des Titelgewinns        | Anzahl der Titelverteidigungen |
| ----------------------------- | ----------------------------- | ----------------------------- | ----------------------------- | ------------------------------ |
| 1                             | Lawrence Carter               | US-Amerikanisch               | 29. Januar 1993               | 0                              |
| 2                             | Jimmy Thunder                 | Samoanisch                    | 23. Juli 1993                 | 0                              |
| 3                             | Johnny Nelson                 | Britisch                      | 11. November 1993             | 1                              |
| 4                             | Adilson Rodrigues             | Brasilianisch                 | 22. August 1995               | 2                              |
| 5                             | Lionel Butler                 | US-Amerikanisch               | 23. Januar 1997               | 0                              |
| 6                             | Bert Cooper                   | US-Amerikanisch               | 29. Juli 1997                 | 0                              |
| 7                             | Joe Bugner                    | Ungarisch                     | 4. Juli 1998                  | 0                              |
| 8                             | Joe Hipp                      | US-Amerikanisch               | 25. Juni 1999                 | 0                              |
| 9                             | Mike Bernardo                 | Südafrikanisch                | 12. Mai 2000                  | 1                              |
| 10                            | Furkat Tursonov               | Usbekisch                     | 11. Mai 2002                  | 0                              |
| 11                            | Richel Hersisia               | Holländisch                   | 16. Mai 2003                  | 1                              |
| 12                            | Evander Holyfield             | US-Amerikanisch               | 4. April 2010                 | 0                              |
| 13                            | Michael Grant                 | US-Amerikanisch               | 19. November 2009             | 0                              |
| 14                            | Carlos Takam                  | Kamerunisch                   | 24. Mai 2013                  | 0                              |
| 15                            | Erzen Rrustemi                | Kosovarisch                   | 18. März 2017                 | 1                              |
| 16                            | Arnold Gjergjaj               | Schweizerisch                 | 2. September 2023             | 0                              |